# Savanur (stato)
Lo Stato di Savanur fu uno stato principesco del subcontinente indiano, avente per capitale la città di Savanur.

## Storia

### Storia antica
Lo stato di Savanur venne fondato nel 1672 quando Abdul Karim Khan, un afgano della tribù di Miyana originario di Kabul, si pose al servizio del sultanato di Bijapur ed ottenne un primo jagir presso Bijapur.
I suoi successori governarono su estesi territori, perlopiù indipendenti dall'impero moghul. 
Ad ogni modo, Savanur venne conquistato e reso stato tributario dai maratha che gradualmente iniziarono ad erodere il suo territorio statale. Dalla seconda metà del XVIII secolo, più della metà di Savanur era passato ai maratha. 
Il resto di Savanur divenne parte del territorio di Hyder Ali e dalla fine del secolo, Tipu Sultan annetté anche il territorio del nawab. L'occupazione da parte del regno di Mysore ebbe inizio il 29 ottobre 1786 e perdurò sino al 17 dicembre 1791. Successivamente tutti i territori vennero restituiti ai maratha, a seguito della battaglia di Gajendragad.
Il nome Savanur pare sia derivato dalla corruzione della parola persiana Shahnoor che significa "re di luce".

### L'egemonia inglese
Con la morte di Tipu Sultan nel 1799, lo stato di Savanur tornò indipendente, ma con un terzo del suo territorio originale. Savanur lentamente passò sotto la sovranità inglese. Dopo il crollo dell'impero maratha nel 1818, a seguito della terza guerra anglo-maratha, Savanur accettò la protezione della Compagnia britannica delle Indie orientali e divenne un protettorato inglese.
L'ultimo nawab di Savanur, Abdul Majid Khan II, ascese al trono a due anni e venne educato in occidente. Egli iniziò un programma di modernizzazione del suo stato con la costruzione di scuole moderne, dispensari, uffici governativi, palazzi, prigioni, vasche d'irrigazione e strade. In soli trentacinque anni di governo attivo, lo stato avanzò oltre ogni aspettativa. L'avvento dell'indipendenza indiana nel 1947 ed il ritiro degli inglesi, portò molto sconforto al nawab, il quale a sua volta decise di ritirarsi nella sua abitazione privata a Dharwad, rifiutandosi di mettere piede a Savanur. Dopo la sua morte nel 1954, le autorità locali, decisero di dargli degna sepoltura a Savanur, lo stato che aveva così tanto amato.

## Governanti

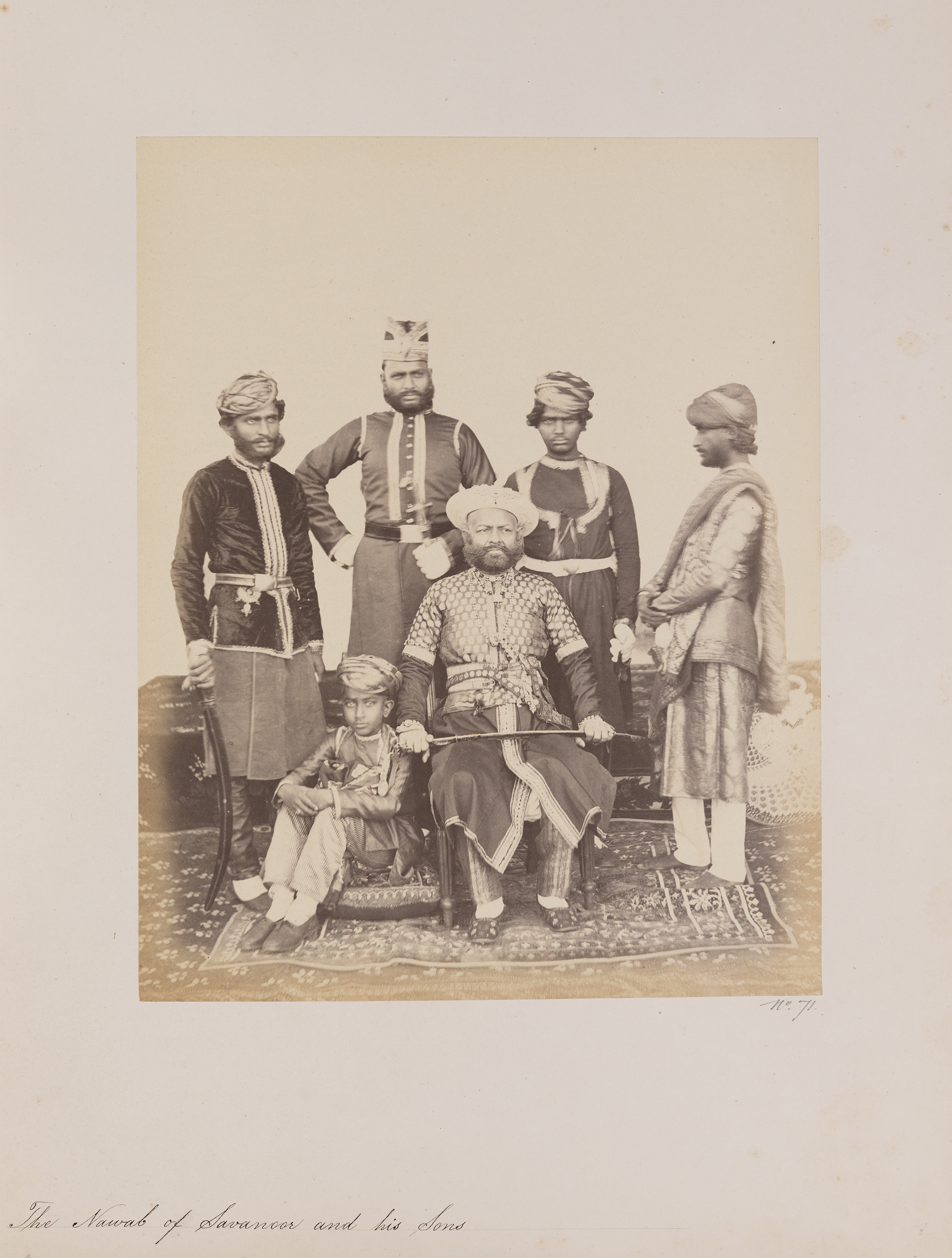
Il Nawab di Savanur e i suoi figli c. 1855-1862

I regnanti locali avevano il titolo di nawab.

### Nawab
- 1680 - 23 giugno 1720 Dalil Khan "Abdul Rauf"            (n. 16.. - m. 1720)
- giugno 1720 - settembre 1720 Abdul Fath Khan                    (m. 1720)
- settembre 1720 - febbraio 1721 Abdul Mahmad Khan                  (m. 1721)
- febbraio 1721 -  7 aprile 1726 Abdul Ghafur Khan                  (m. 1726)
- 7 aprile 1726 – ottobre 1755 Abdul Majid Khan I                 (m. 1754) 
  - 7 aprile 1726 - 19 ottobre 1730 Abdul Sattar Khan -Regent
- ottobre 1755 - 20 febbraio 1794 Diler Abdul Hakim Khan I           (m. 1794) (esiliato dal 29 ottobre 1786 al 17 dicembre 1791 quando lo stato venne occupato dal regno di Mysore)
- 20 febbraio 1794 – 25 novembre 1796 Abdul Husain Khan                  (n. 17.. - m. 1802)
- 25 novembre 1796 -  2 novembre 1827 Abul Khair Khan I                  (n. 17.. - m. 1827) (riconosciuto come vassallo dal pascià dal novembre del 1794 sino al 1818)
- 2 novembre 1827 - 12 gennaio 1828 Faiz Khan                          (m. 1828)
- 8 maggio 1828 - 17 agosto 1834 Munawwar Khan                      (n. 1805 - m. 1834)
- 17 agosto 1834 - agosto 1862 Abul Diler Khan II                 (n. 1807 - m. 1862)
- agosto 1862 - 11 maggio 1868 Abul Khair Khan II                 (n. 1836 - m. 1868)
- 11 maggio 1868 - 11 agosto 1884 Diler Khan                         (n. 1862 - m. 1884) 
  - 11 maggio 1868 - 12 giugno 1883 Diwan Muhammad Ghaus Khan -Regent
- 11 agosto 1884 - 26 luglio 1892 Abdul Tabriz Khan                  (n. 1865 - m. 1892)
- 11 agosto 1884 –  1 maggio 1887  .... -Regent
- 26 luglio 1892 - 1954 Abdul Majid Khan II                (n. 1890 - m. 1954)
- 26 luglio 1892 - 12 novembre 1912 Daud Muhammad Khan Sahib Pathan - reggente
- 1954 - 1993 (Nawab nominale dopo il 1973) Abdul Rashid Khan Bahadur
- 1993 - (Nawab nominale) Abdul Majid Khan Bahadur[6]